# Personificatie
Een personificatie is een vorm van beeldspraak waarbij levenloze zaken, niet-menselijke levensvormen of abstracte begrippen menselijke eigenschappen krijgen toegeschreven, of waarbij ze als een (levend) persoon worden opgevoerd. De personificatie kan worden opgevat als behorend tot de 'familie' van de metaforen. 
De volgende zinnen bevatten elk een personificatie:

## Idioom
- De macht der gewoonte
- Een aansprekend voorbeeld
- Het geluk aan zijn zijde hebben
- Een nieuwe techniek omhelzen
- De inflatie wil maar niet omhoog
- De naar regen smachtende bodem
- Het gevaar loert op elke straathoek
- De koekjes verleiden ons met hun geur

## Spreekwoorden
- De wens is de vader van de gedachte
- Papier is geduldig

## Literair gebruik
- De bomen fluisteren zachtjes haar naam
- De telefoon slaapt op de lessenaar[1]

Literaire werken waarin een personificatie consequent wordt volgehouden, worden allegorieën genoemd. Een voorbeeld is de Elckerlijc, waarin berouw, deugd en de dood als concrete, handelende, sprekende en denkende mensen op de planken worden gebracht.